# The Pretenders
The Pretenders är en brittisk rockgrupp som bildades 1978 i London. Gruppens frontfigur är gitarristen/sångerskan Chrissie Hynde. I övrigt har gruppen genomgått en rad olika uppsättningar och Hynde är den enda medlem som varit med hela tiden.
Förutom Hynde bestod gruppen från början av James Honeyman-Scott (gitarr), Pete Farndon (basgitarr) och Martin Chambers (trummor). Honeyman-Scott och Farndon dog 1982 respektive 1983 och Chambers lämnade gruppen snart därefter, men är numera åter medlem sedan 1994.
Bland gruppens mest kända låtar hittar man "I'll Stand by You", "Don't Get Me Wrong" och "Brass in Pocket".
2005 blev gruppen invald i Rock and Roll Hall of Fame.

## Diskografi
Studioalbum
- 1980 – Pretenders
- 1981 – Pretenders II
- 1984 – Learning to Crawl
- 1986 – Get Close
- 1990 – Packed!
- 1994 – Last of the Independents
- 1999 – Viva El Amor
- 2002 – Loose Screw
- 2008 – Break Up the Concrete
- 2016 – Alone

Livealbum
- 1995 – The Isle of View
- 2010 – Live in London

Samlingsalbum
- 1987 – The Singles
- 2000 – Greatest Hits
- 2006 – Pirate Radio (4-CD+DVD-box)
- 2009 – The Best of Pretenders

Singlar (topp 100 på UK Singles Chart)
- 1979 – "Stop Your Sobbing" (#34)
- 1979 – "Kid" (#33)
- 1979 – "Brass in Pocket" (#1) (också #1 på Sverigetopplistan)
- 1980 – "Talk of the Town" (#8)
- 1981 – "Message of Love" (#11)
- 1981 – "Day After Day" (#45)
- 1981 – "I Go to Sleep" (#7)
- 1982 – "Back on the Chain Gang" (#17)
- 1983 – "2000 Miles" (#15)
- 1983 – "Middle of the Road" (#81)
- 1984 – "Thin Line Between Love and Hate" (#49)
- 1986 – "Don't Get Me Wrong" (#10)
- 1986 – "Hymn to Her" (#8)
- 1987 – "My Baby" (#84)
- 1987 – "If There Was a Man" (#49)
- 1990 – "Never Do That" (#81)
- 1994 – "Night in My Veins" (#25)
- 1994 – "I'll Stand by You" (#10)
- 1994 – "977" (#66)
- 1995 – "Kid '95" (#73)
- 1995 – "2000 Miles" (live) (#82)
- 1997 – "Going Back" (på Soundtrack-EP'n Fever Pitch; div. artister)
- 1999 – "Human" (#33)
- 2003 – "You Know Who Your Friends Are" (#84)